# Merci pour le chocolat
Merci pour le chocolat és una pel·lícula francesa dirigida per Claude Chabrol estrenada el 2000. És una pel·lícula de thriller psicològic, protagonitzat per Isabelle Huppert i Jacques Dutronc. La pel·lícula està basada en la novel·la The Chocolate Cobweb de Charlotte Armstrong,autora que va copsar l'atenció de les narracions d'Alfred Hitchcock.

## Argument
André és un pianista virtuós, de renom internacional. En principi casat amb Mika, directora d'una gran empresa de xocolata suïssa, l'ha deixat per a Lisbeth, amb qui ha tingut un fill, Guillaume. Quan Lisbeth mor en un accident de cotxe, es casa de nou amb Mika.
Una nova família s'ha constituït així. És clar, a André li agradaria que el seu fill sigui una mica més dinàmic, que s'interessi per més coses, que surti una mica més. És clar, a Mika li agradaria que André sigui una mica més apassionat, que prengui menys somnífers, que s'ocupi d'ella una mica més. Però una nova família s'ha constituït així, i és Mika qui prepara la xocolata de Guillaume, tots els vespres.
Aquest petit equilibri es troba sobtadament qüestionat per l'arribada de Jeanne, una jove pianista, també virtuosa, qui podria ser la filla d'André...
Una pel·lícula subtil, de matisos, on Chabrol cultiva el seu gust per les situacions ambigües, els secrets de família i les observacions glacials.

## Repartiment
- Isabelle Huppert: Marie-Claire 'Mika' Muller
- Jacques Dutronc: André Polonski
- Anna Mouglalis: Jeanne Pollet
- Rodolphe Pauly: Guillaume Polonski
- Brigitte Catillon: Louise Pollet
- Michel Robin: Dufreigne
- Mathieu Simonet: Axel
- Sibylle Blanc: Nathalie
- Véronique Alain

## Premis
- Premi Louis-Delluc el 2000